# Tuna Park

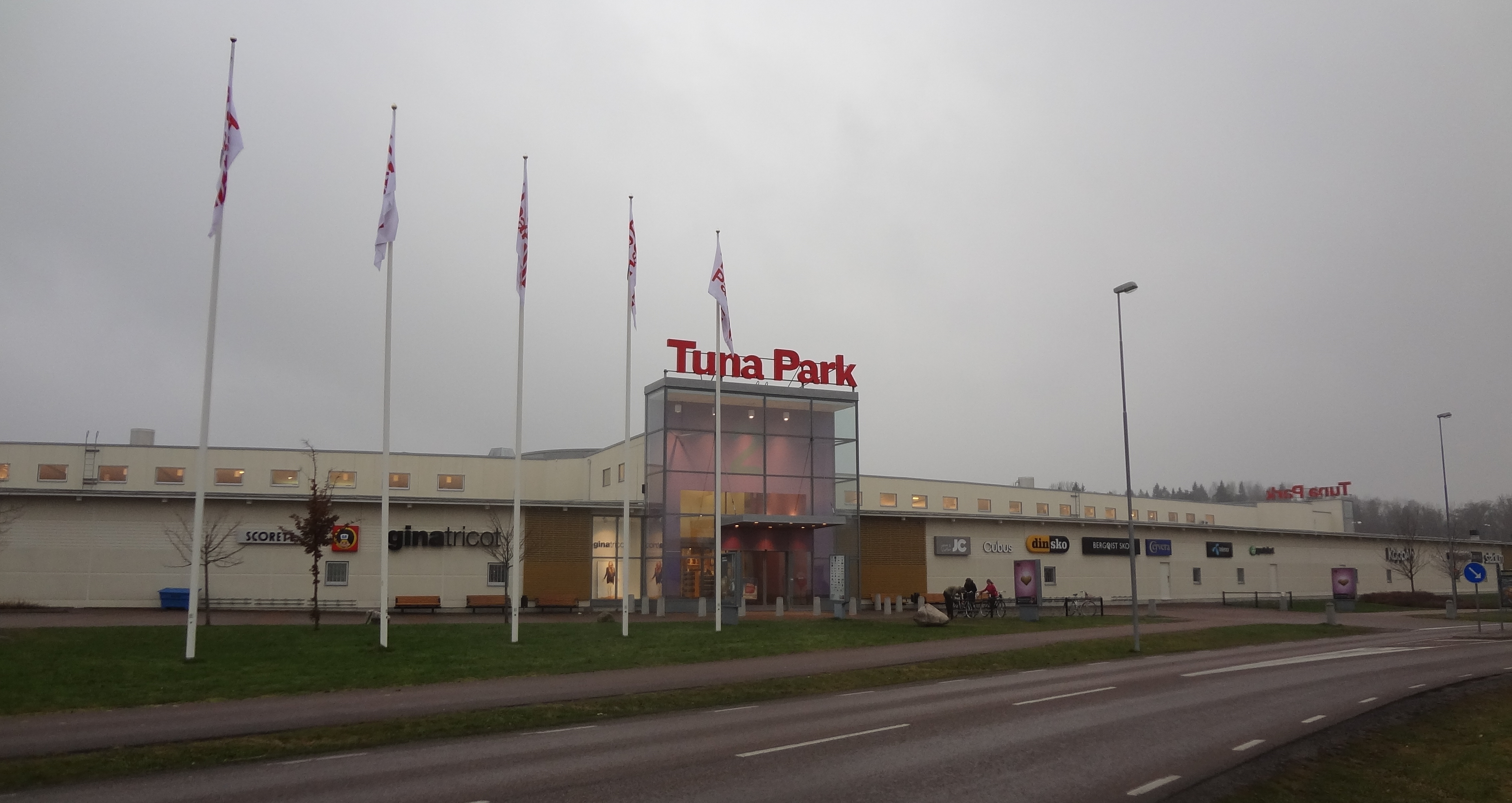
Tuna Park, ingång nummer 2 till köpcentret.

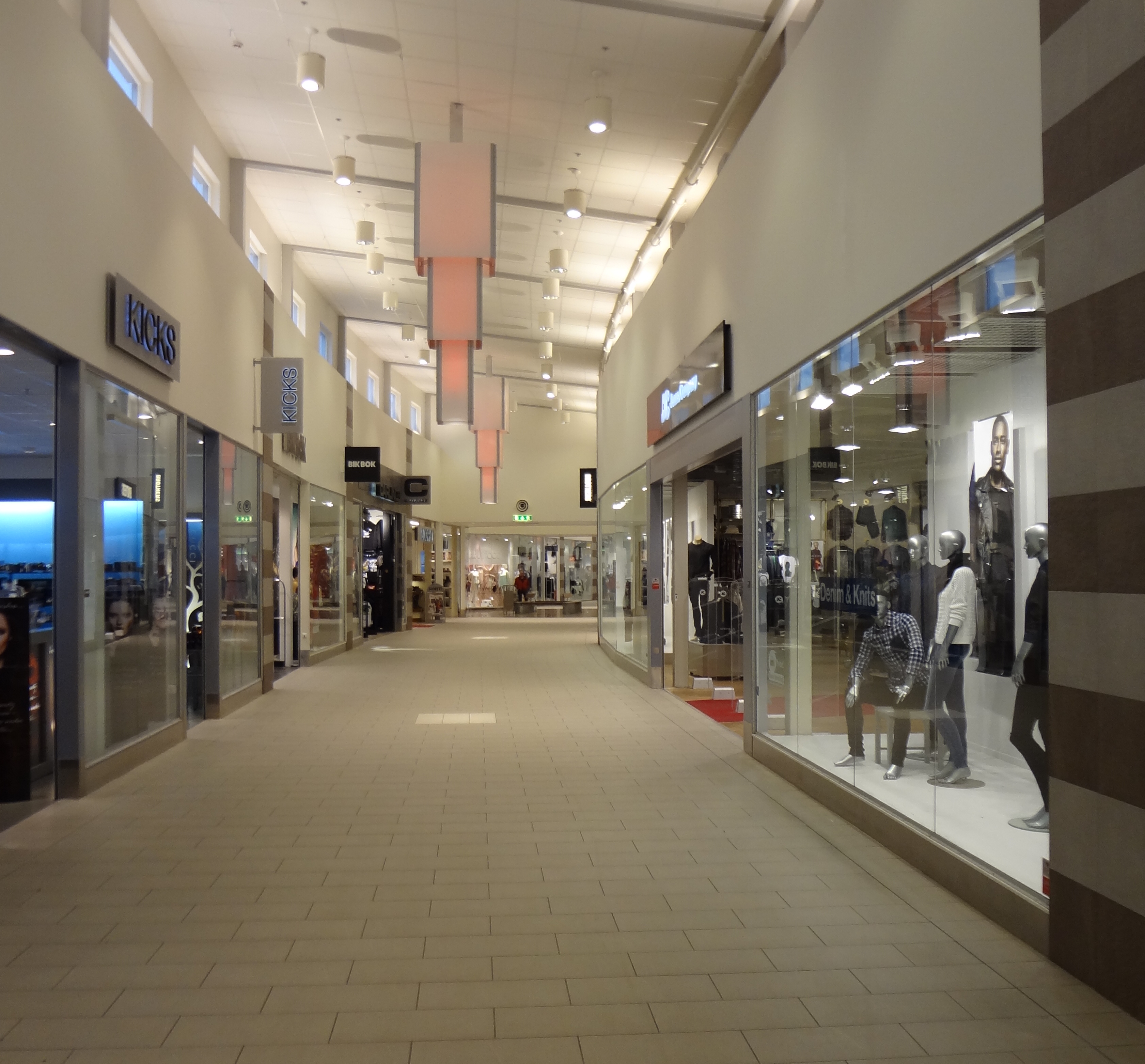
Interiör i köpcentret.

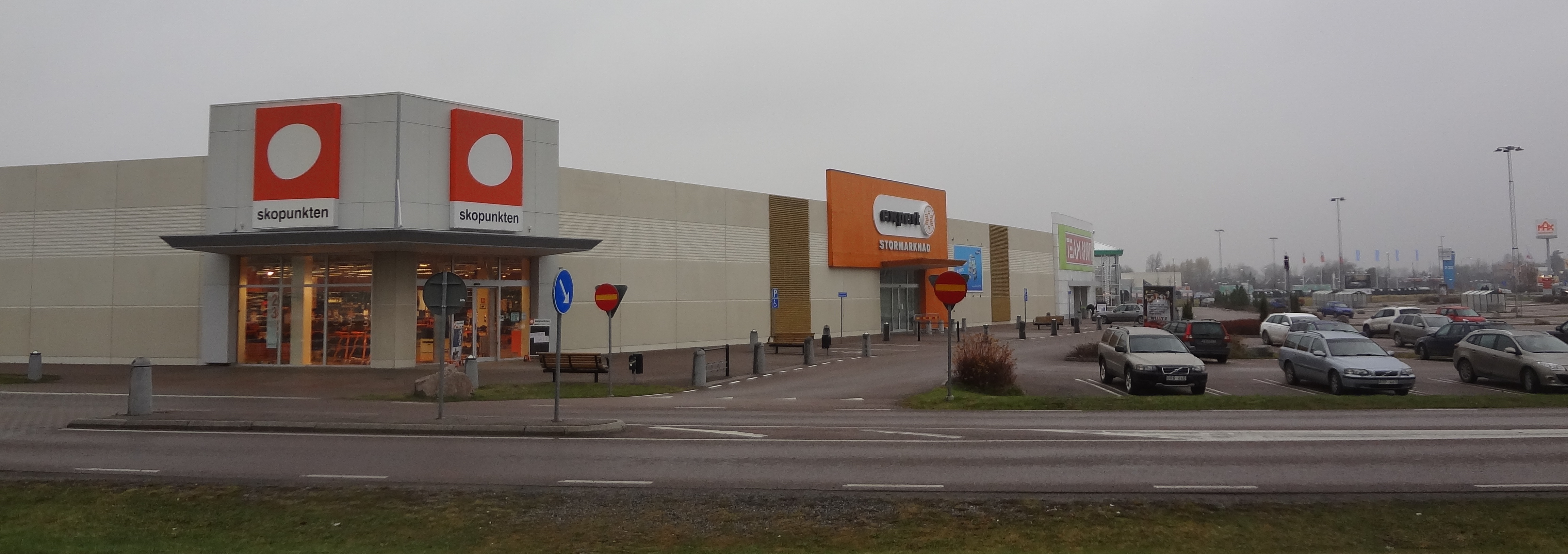
Affärer utanför själv köpcentret.

Tuna Park är ett köpcentrum beläget i Eskilstuna. Köpcentrumet innehåller 66 butiker och restauranger och är anslutet till ett större handelsområde där bland annat Stora Coop, Apoteket och Systembolaget ingår. Centrumet ligger nära djurparken och nöjesfältet Parken Zoo. Tuna Park ägs av KF Fastigheter och Alecta Pensionsförsäkring. Aberdeen Property Investors förvaltar galleriadelen som ägs av Alecta. I februari 2008 utsågs Tuna Park till Sveriges populäraste köpcentrum av Dagens Nyheter. Köpcentrumet har en försäljningsyta på cirka 44 000 kvadratmeter och har 2 200 parkeringsplatser.
Byggandet av Tuna Park inleddes år 2003 av KF Fastigheter och Peab. Arbetet tog 18 månader att slutföra och den 21 april 2005 invigdes det nya köpcentrumet.